# گالاهیتیا
گالاهیتیا (به لاتین: Galahitiya) یک منطقهٔ مسکونی در سری‌لانکا است که در استان جنوبی (سری‌لانکا) واقع شده‌است.